# Monte Alpi
Il monte Alpi, con le sue due cime gemelle Pizzo Falcone (1900 m) e Santa Croce (1893 m), è annoverabile tra i rilievi più alti dell'Appennino lucano e ne costituisce una delle aree più interessanti ed intatte dal punto di vista ambientale e naturalistico.
Estrema propaggine settentrionale del parco nazionale del Pollino, l'Alpi è posto a guardia dell'alta valle del fiume Sinni, a sud del monte Raparo (1761 m), ad est del massiccio del Sirino (2005 m) e a nord, nord-est rispetto al gruppo dei monti La Spina-Zaccana (1652 m e 1580 m).

## Descrizione

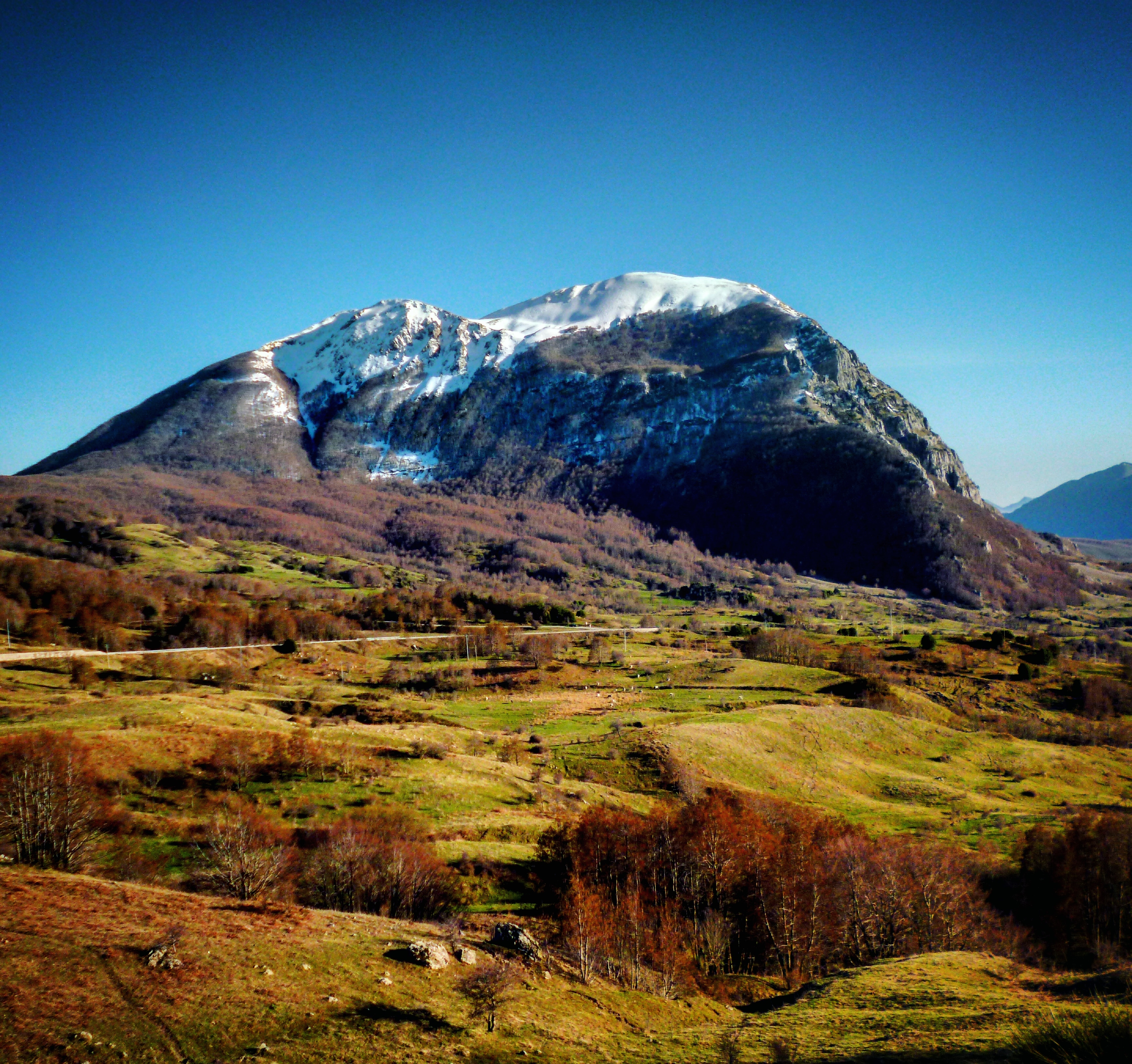
Monte Alpi

Molto simile ai complessi montuosi della placca abruzzese-campana, il monte Alpi è paragonabile ad una grossa zolla di calcare cretacico, dalla caratteristica forma cuneiforme, che emerge in modo brusco dai terreni che lo circondano, di formazione più recente.
Da ognuna delle sue vette si possono osservare, simultaneamente, a nord l'alta val d'Agri, ad est il sistema dei calanchi argillosi digradanti verso il mar Ionio, ad ovest il Sirino, la costa tirrenica e le vette più alte del Cilento; a sud, infine, i monti Zaccana e la Spina oltre che l'imponente acrocoro del Pollino, e in condizioni ideali anche la Sila.

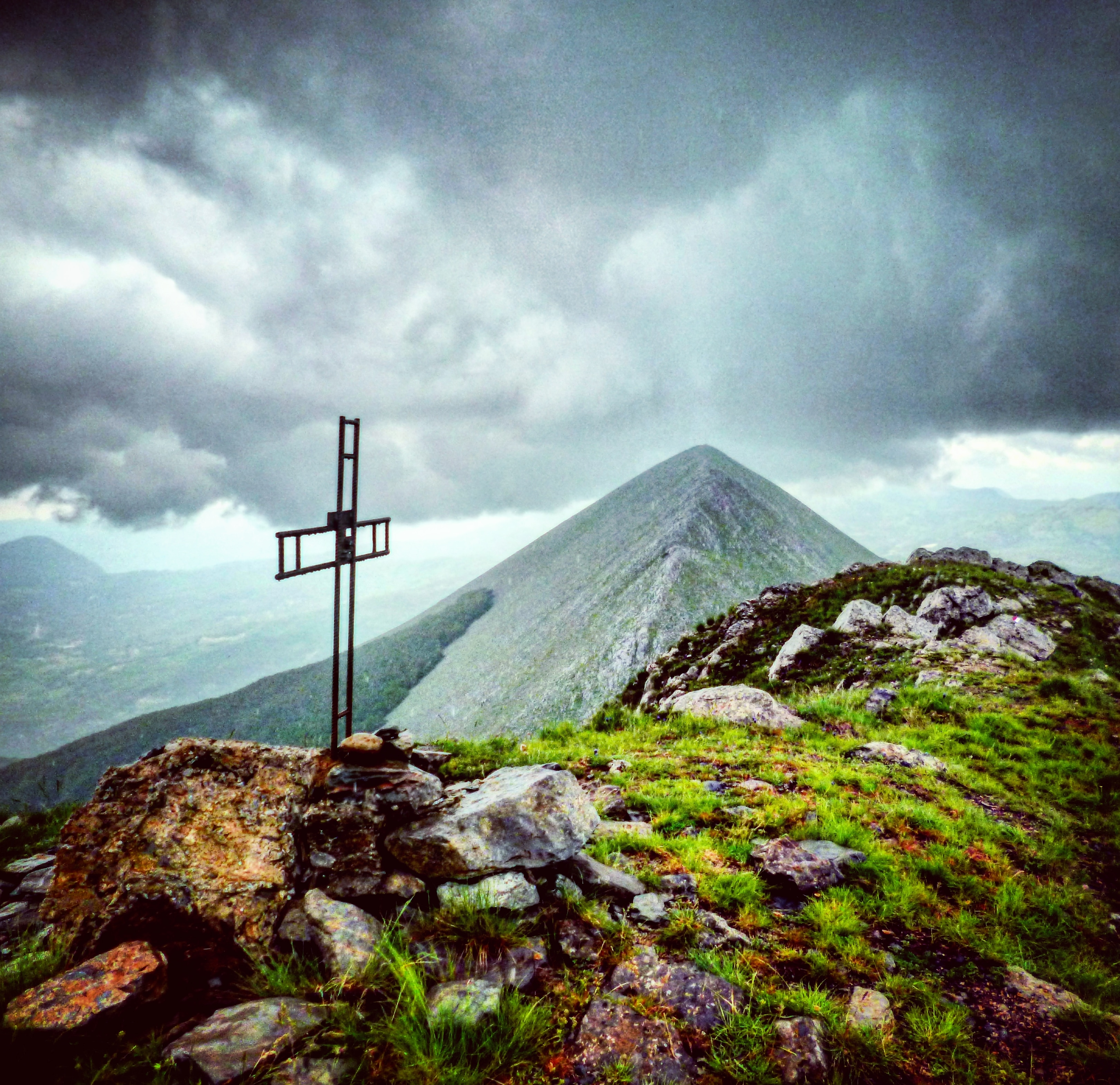
Vetta del monte Alpi

Nella zona sono tuttora operanti diverse cave per l'estrazione di materiale destinato all'edilizia e la lavorazione dell'originale pietra grigia di Latronico, utilizzata come marmo ornamentale.
Sulle sue ripide pareti è possibile affrontare diverse vie alpinistiche di varia difficoltà, di roccia e, nel versante Nord, di misto.
Alle pendici del massiccio sorgono borghi piccoli e pittoreschi, tra cui Latronico e Castelsaraceno.
Non esiste nessun elemento che dimostri che il suo nome sia legato con la catena alpina del Nord Italia ma sembra che derivi dalla parola locale "arpo", poi trasformata nelle varie trascrizioni delle carte geografiche ufficiali in Alpi. L'arpo è un falcetto usato dalle popolazioni locali per il taglio delle erbe o del frumento quando si raccoglieva ancora a mano, associato al monte per la forma che assume visto dall’alto congiungendo le tre cime principali che lo compongono. Va però considerato che il toponimo "Alpe" non è tipico solo della catena alpina, ma anche dell'appennino, in particolare tosco emiliano [alpe di succiso] [alpe tre potenze] da interpretarsi nel senso di territorio comune, compascolo, tant'è che il luogo era considerato di libera raccolta del legname.
Esso è rappresentato nel simbolo dello stemma araldico del Comune di Latronico il quale è composto da tre cime sormontate da tre stelle.

### Vette principali
| 1 | 1.900 m | Pizzo Falcone   |
| 2 | 1.893 m | S. Croce        |
| 3 | 1.742 m | Punta del Corvo |
| 4 | 1.411 m | Monte Armizzone |

### Clima
Il clima è quello tipico di alta montagna, freddo e nevoso in inverno, mite e ventilato in estate. Le precipitazioni sono abbondanti per tutto l'anno, con un massimo nelle stagioni intermedie.

## Ambiente

### Flora e fauna

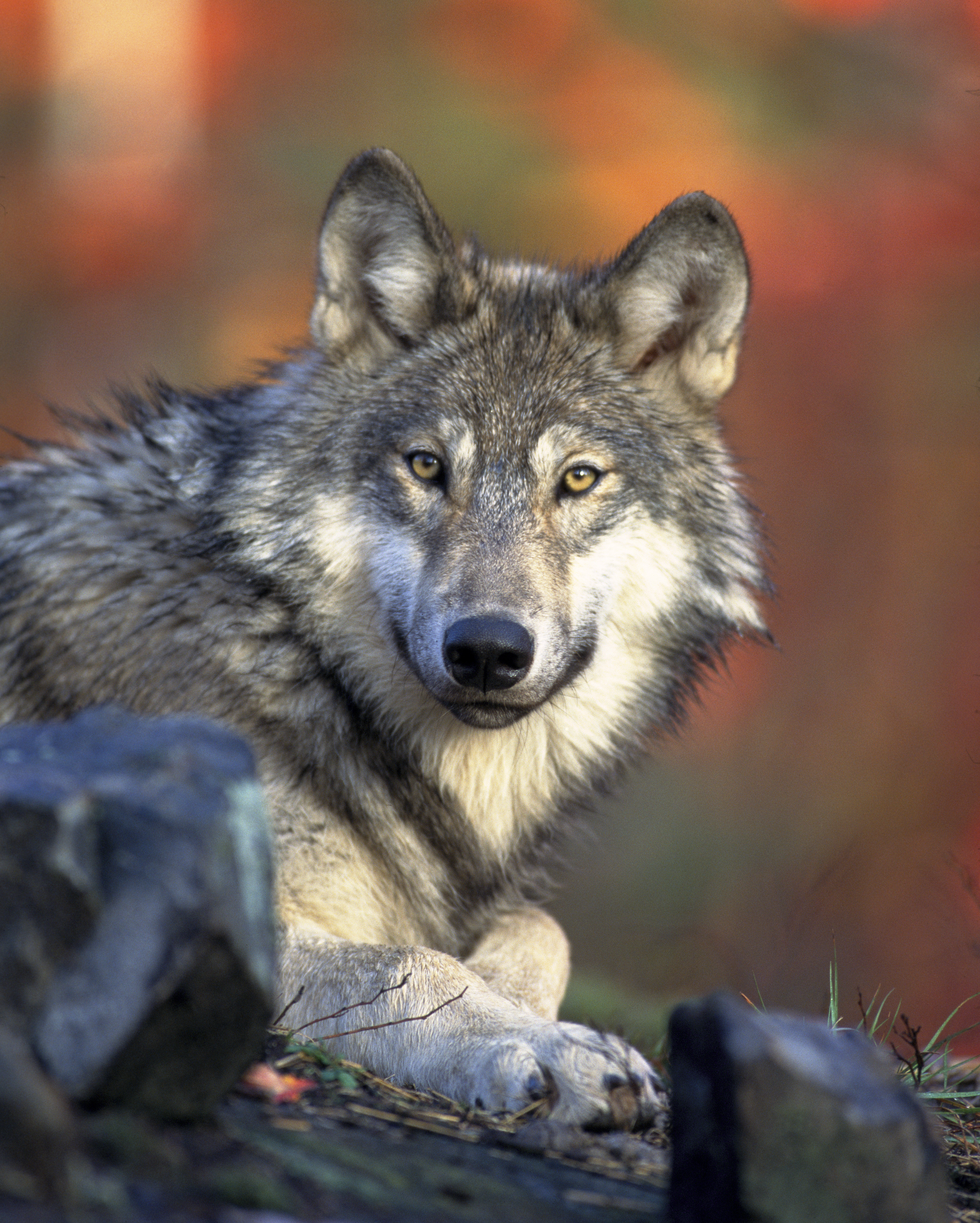
Il lupo frequenta i boschi dell'intero comprensorio

La flora è largamente caratterizzata dalla presenza della pianta simbolo del parco nazionale del Pollino, il pino loricato.
Dove le rocce lasciano spazio a morbide ondulazioni argillose, si possono osservare degli esemplari di agrifoglio nella variante insolita di portamento arboreo.

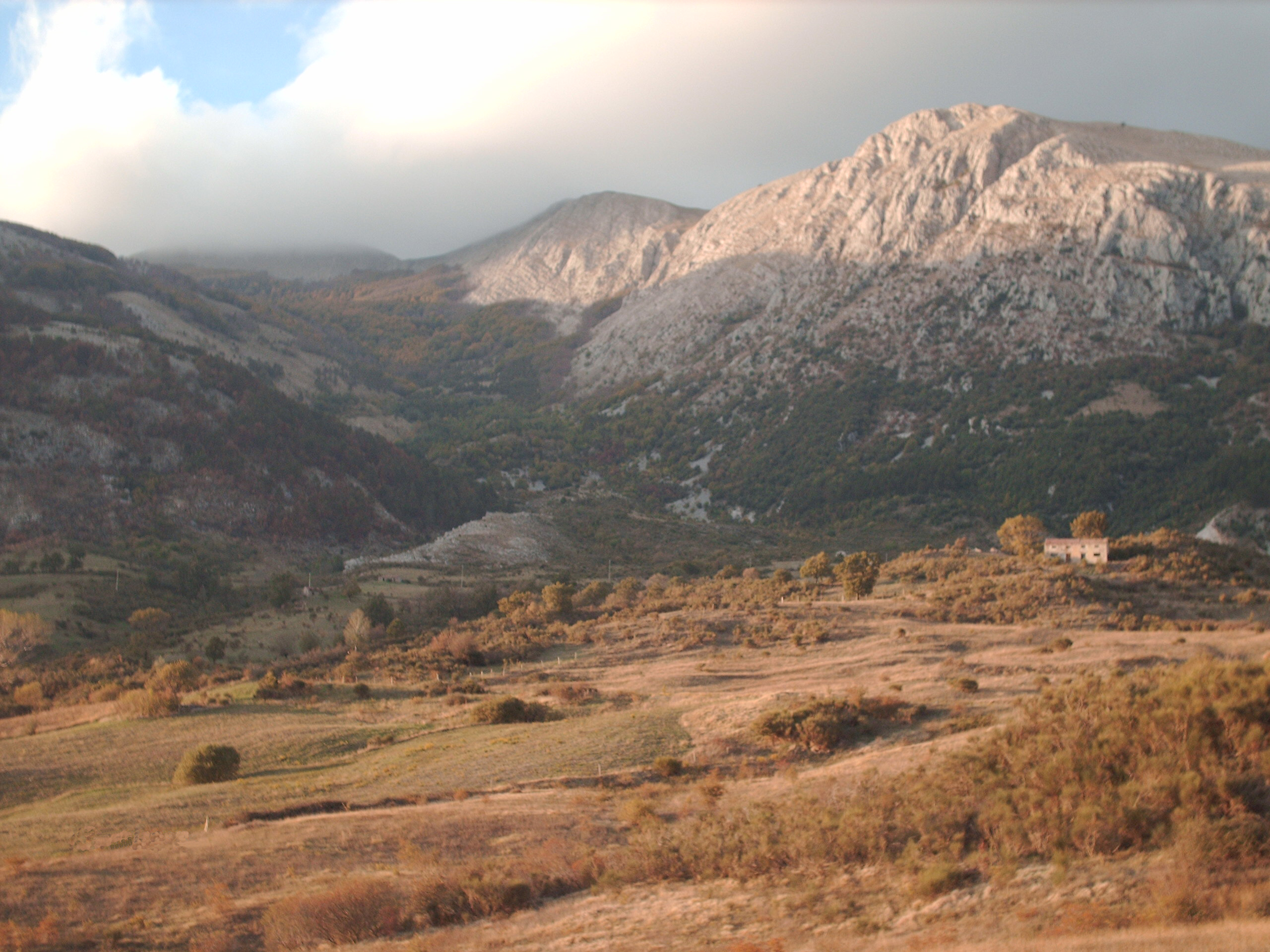
In autunno la montagna si tinge di rosso

Tra le altre specie floristiche si annovera la presenza di tassi colossali ultracentenari.
La fauna del massiccio è in gran parte assimilabile a quella della restante parte del parco nazionale del Pollino. A titolo esemplificativo, si possono citare, tra i mammiferi: il lupo, il cinghiale, il tasso, l'istrice, il gatto selvatico e lo scoiattolo nella sua variante meridionale, di colore scuro; tra gli uccelli, numerose sono le specie tipiche degli ambienti di montagna tra cui spiccano diverse specie di rapaci diurni e notturni.

### Fossili
È stata accertata nel corso degli anni la presenza di fossili come un esemplare di Istiophoridae del genere makaira (noto agli appassionati di pesca come marlin) lungo 235 cm, alto 95 cm e dal rostro di 30 cm, risalente a circa 30 milioni di anni fa. È ubicato a circa 970 m s.l.m. sopra la contrada Iannazzo e sotto la cava di pietra.